# Camerata Europaea
Die Camerata Europaea ist ein Orchesterensemble, das seine künstlerische Arbeit unter das Zeichen „Europa“ setzt und Musik als universales Mittel der Verständigung über Grenzen hinweg begreift. Das Ensemble gründete sich im Jahre 2005 unter der künstlerischen Leitung von Maria Makraki. Die CE setzt sich aus einem festen Stamm hochbegabter, professioneller junger Musiker zusammen, zu dem regelmäßig Solisten und Komponisten aus dem europäischen Ausland eingeladen werden. Als Kulturbotschafter ihres Landes verkörpern diese die grenzüberschreitende Mobilität von Künstler und Werk. In der Zusammenarbeit mit der CE entwickelt sich ein inspirierender und nachhaltiger interkultureller Dialog. All diese Merkmale -– Mobilität kultureller Akteure, grenzüberschreitende Verbreitung künstlerischer Werke, sowie interkultureller Dialog – sind grundlegende Anliegen der EU-Kulturagenda 2007–2013 und 2014–2020.
Bestrebt, dem weit gefassten Slogan der Europäischen Union „Einheit in Vielfalt“ ein musikalisches Gesicht zu geben, entwickelt die Camerata Europaea Konzertprogramme für Kammermusik- und Orchesterformationen, die die regional unterschiedlichen musikalischen Traditionen hörbar machen, gleichzeitig jedoch auf ein gemeinsames europäisches Erbe verweisen.